# Mairübe
Die Mairübe (Brassica rapa subsp. rapa var. majalis) oder Mairübchen, auch Navette genannt (Navet ist in der französischen Sprache der Name für die Speiserübe allgemein), ist eine Gemüsepflanze mit essbarer Wurzel. Sie ist eine besondere Form der Speiserübe. Eng verwandt ist sie mit dem Teltower Rübchen und der Herbstrübe. Letztere wird aber später geerntet und ist ein wenig größer. Mairüben tragen ihren Namen, weil sie im zeitigen Frühjahr gesät werden und im Mai geerntet werden können.

## Anbau
Die weiß-lila oder weiße Rübe ist eine alte Kulturpflanze, die schon in der Antike genutzt wurde. Vor der Einführung der Kartoffel spielte sie eine wichtige Rolle im europäischen Raum.
Die Mairübe wird entweder im Frühjahr gesät, oder im Juli bis August für die Herbsternte. Sie wird nach sechs bis acht Wochen geerntet. Der Reihenabstand sollte 20–25 cm betragen, und sie wird mit 10–15 cm vereinzelt. Die Pflanze benötigt lehmige, humöse und sandige Böden.

## Eigenschaften und Verwendung
Die Mairübe ist reich an verschiedenen Vitaminen, Mineralstoffen und Proteinen. Die Schale enthält einen relativ hohen Anteil an Senfölen. Wird die Mairübe roh verzehrt, sollte sie gut gewaschen werden, die Schale darf dran bleiben. Die Blätter der Mairübe können wie Spinat verarbeitet werden; in manchen Gegenden werden auch nur die Blattstiele als Rübstiel gegessen. Die Wurzel selbst kann wie jede andere Rübe gekocht werden, man sollte sie jedoch aus Geschmacksgründen nur dünsten oder braten.

## Heraldik
Eine Mairübe ist Bestandteil des Wappens von Keutschach am See und war das Wappen von Leonhard von Keutschach.